# Nuts
株式会社Nuts（ナッツ）は、かつて医療関連事業などを展開していた日本の企業。

## 概要
1977年8月に三高産業株式会社として設立。当初は建築、包装資材などに利用される塩化ビニール製品の販売を手掛けていたが、1980年代からビデオソフト・レコードのレンタル事業の他にも、ファミコンブームにより「トップボーイ」の屋号でゲームソフト販売店事業にも進出。ゲームソフト販売店事業に関しては、最盛期には150店舗まで拡大した。1998年7月に商号を株式会社トップボーイへ変更した。1999年9月には株式の店頭公開（現：ジャスダック）を果たした。家庭用ゲーム機市場の成長と共に業績を伸ばし、2002年3月期には、約131億8200万円の売り上げがあった。
2003年6月に商号を株式会社コモンウェルス・エンターテインメントへ再度変更。しかし、株式の店頭公開後はゲームソフト販売店市場自体が翳りを見せ、コモンウェルス・エンターテインメントにおけるゲームソフト販売店事業の売上も、2003年3月期の約73億円から、2005年3月期は約27億円と大幅に落ち込んだ。このためコモンウェルス・エンターテインメントは、2005年8月にゲームソフト販売店事業から撤退した。新規事業としてインターネットカフェの運営やパチンコ・パチスロ関連事業などを手掛けるデジタルコンテンツ事業部門とキャラクター事業部門を立ち上げた。以降はパチンコホールからゲームセンターへの転換に伴うクレーンゲームの供給や、パチスロの七号転用機改造なども行っていたが、各事業とも不振が続き、2016年3月期以降は4期連続で最終赤字を計上した。さらにはゴーイングコンサーン注記銘柄の常連となった他、債務超過を回避するため、増資を繰り返した他、株主や経営陣も変遷を繰り返した。
2016年9月に商号を株式会社Nutsへ再度変更。2017年から医療施設向けの運営コンサルティング事業に業態転換したが、業績回復には至らなかった。2019年3月期の連結売上高も1億2128万円と、ピーク時の70分の1にまで落ち込んだ他、販売管理費も10億円を超え、多額の損失を被ることになった。しかし2019年6月以降、会員制医療施設の会員権販売の売上高が伸び、計5億6300万円に達したことなど好調な業績を公表。後に、この情報は経営陣が新株予約権の行使促進や株価をつり上げる目的で行った虚偽の発表であったことが明らかにされており、2021年6月23日、東京地検特捜部は実質経営者ら4人を金融商品取引法違反（偽計）の疑いで逮捕している。
Nutsは、2020年2月1日にアミューズメント事業をメイクイーストへ譲渡した。メイクイーストへ事業譲渡後も、日本アミューズメント産業協会におけるAMマシン事業部の正会員資格は保持していた。
こうした中、2020年2月に証券取引等監視委員会により金融商品取引法違反（偽計）の嫌疑で強制調査を受けたと同時に信用が失墜。同年4月には監査法人元和から帳簿上8億円あるはずの現金が50万円しかなく、預金と合わせても250万円しかないとの指摘を受けた。このため、監査法人元和は、同年4月24日にNutsとの契約を解除した。
2020年8月13日に一時会計監査人に監査法人アリアを選任。同年9月に提出期限を迎える2020年3月期の有価証券報告書を提出した上で、株主総会を開催する予定であったが、資金不足により監査法人アリアへの報酬の支払いが不可能となった他、有価証券報告書の提出も不可能となった。このため、監査法人アリアは同年9月7日にNutsとの契約を解除した。
2020年9月16日に取締役が東京地方裁判所へ破産を申請。同日付で破産手続開始決定を受けた。負債総額は5億1000万円。
破産手続開始当日に公表された外部調査委員会の報告書では、「コーポレート・ガバナンスが不全に陥ったことによる杜撰な内部体制」と断罪した他、偽計や現金差異、不適切な資金流出を行っていたことが明らかとなった。破産手続開始決定の開示も、21時30分という異例の展開となった。
上場していたジャスダック市場も、同年10月3日に上場廃止となった。加盟していた日本アミューズメント産業協会も退会した。東京証券取引所に上場している企業で、破産手続による上場廃止は、2013年9月に上場廃止となったワールド・ロジ以来、7年1か月ぶりとなった。
子会社であった株式会社JBプランニングも、2021年1月27日に東京地方裁判所から破産手続き開始決定を受けた。JBプランニングの破産管財人は、Nutsとは別の弁護士が選任された。
東京地検特捜部は2021年6月23日に、元実質経営者のA、元社長のB、金融ブローカーのCとDを金融商品取引法違反（偽計）の疑いで逮捕した。容疑は、2019年6月から12月にかけて、株価を上昇させるなどの目的で、Nutsが開設した会員制医療施設の売り上げが実際は計2000万円だったにもかかわらず、計5億6000万円以上である虚偽のIR情報を7回にわたって公表したというもの。同年7月13日、特捜部は4人を偽計の罪で起訴した。
Nutsの経営破綻は、度重なる商号変更や業態転換、純資産の毀損を度重なる増資で穴埋めし膨れ上がった資本金、継続企業の前提の注記を受け、監査法人の変更などを行い、最終的に経営破綻に至ったいわゆる「ハコ企業」の典型的な例といえる。
Nutsは2023年4月13日に法人格が消滅した。

## 沿革
- 1977年8月25日 - 三高産業株式会社として設立。
- 1998年7月 - 商号を株式会社トップボーイへ変更。
- 1999年9月 - 株式を店頭公開（現：ジャスダック）。
- 2001年11月 - ベンチャーコントロールがトップボーイ株（ジャスダック上場）のTOBを実施。筆頭株主の創業家がTOBに同意する。TOB成立後も上場を維持。創業家出身の社長は退任し、ベンチャーコントロール出身者に交代。[19]
- 2003年6月 - 商号を株式会社コモンウェルス・エンターテインメントへ変更。
- 2005年8月31日 - ゲームソフト販売店事業から撤退。
- 2016年9月 - 商号を株式会社Nutsへ変更。
- 2020年
  - 2月 - アミューズメント事業をメイクイーストへ譲渡。証券取引等監視委員会から金融商品取引法違反（偽計）の疑いで強制調査を受ける。
  - 4月、監査法人から帳簿上8億円あるはずの現金が50万円しかなく、預金と合わせても250万円しかないとの指摘を受ける。
  - 9月16日 - 東京地方裁判所から破産手続開始決定を受ける。
  - 10月3日 - ジャスダック上場廃止。
- 2021年
  - 6月23日 - 東京地検特捜部が、元社長や元実質経営者など4人を金融商品取引法違反（偽計）の疑いで逮捕。
  - 7月13日 - 東京地検特捜部が4人を金融商品取引法違反（偽計）の罪で起訴。
  - 12月7日　- 東京地方裁判所にて、元実質的経営者に懲役2年2月（執行猶予3年）、金融ブローカーには懲役2年（執行猶予3年）の判決[20]。
- 2023年4月13日 - 法人格消滅。